# Tinadysderina gorgona
Espèce
Tinadysderina gorgona est une espèce d'araignées aranéomorphes de la famille des Oonopidae.

## Distribution
Cette espèce est endémique du département de Cauca en Colombie,. Elle se rencontre sur l'île Gorgona.

## Description
Le mâle holotype mesure 1,69 mm et la femelle 1,47 mm.

## Étymologie
Son nom d'espèce lui a été donné en référence au lieu de sa découverte, l'île Gorgona.

## Publication originale
- Platnick, Berniker & Bonaldo, 2013 : The South American goblin spiders of the new genera Pseudodysderina and Tinadysderina (Araneae, Oonopidae). American Museum Novitates, no 3787, p. 1-43 (texte intégral).